# Maofelis cantonensis
Maofelis cantonensis és una espècie extinta de mamífer carnívor de la família dels nimràvids que visqué a Àsia durant l'Eocè. Se n'han trobat restes fòssils a Guangdong (Xina). Es tracta de l'única espècie del gènere Maofelis. Els caràcters de dents de sabre típics dels nimràvids no estan tan desenvolupats en M. cantonensis com en altres membres de la família de períodes posteriors, tot i que les dents canines superiors ja eren relativament grosses. El nom genèric Maofelis significa 'Felis de Mao[ming]', mentre que el nom específic cantonensis significa 'cantonès' en llatí.